# فرهنگ تحفةالاحباب
فرهنگ فارسی به فارسی تحفةالاحباب (هدیه ی دوستان)، که از مآخذ فرهنگ‌های سروری و جهانگیری و برهان قاطع و بعضی فرهنگ‌های بعدی است، در سال ۹۳۶ نوشته شده و به وزیر خراسان اهدا شده‌است. پدیدآورنده در دیباچهٔ کتاب، خود را «حافظ اوبهی» نامیده‌است.
اوبهی از دانشوران، سرایندگان، خوشنویسان و خوانندگان سرشناس سده دهم بوده و امیر علیشیر نوایی، وزیر دانشمند سلطان حسین بایقرا ذکر او را به عنوان یکی از متعیّنین خراسان آورده‌است.
(کلمه «اوبهی» از منطقه موسوم به «اوبه» مأخوذ شده که هنوز هم بدان نام موسوم است. اوبه یکی از شهرهای باستانی و شهره ولایت هرات میباشد که در فاصله 120 کیلومتری شرقی شهر هرات موقعیت دارد). وی در پایان زندگی به ورارود (بخارا) رفته و در همان‌جا در صدونُه سالگی در گذشته‌است. برخی از پژوهندگان شخصی را که تحفه الاحباب به او اهدا شده، حبیب‌الله ساوجی، وزیر دورمیش خان فرمانروای هرات می‌دانند و برخی دیگر او را سعدالدین مشهدی.
به نظر علی اشرف صادقی هیچ‌کدام از این دو نظر درست نیست. زیرا کتاب تحفه الاحباب با فرهنگ مدرسه سپهسالار که  بر روی آن به غلط، «فرهنگ قطران» نوشته‌اند، همانندی تقریباً تام دارد. بررسی و همسنجی این دو فرهنگ نشان می‌دهد که هر دوی آنها از روی یک فرهنگ قدیم تر که احتمالاً در هند نوشته شده، رونویس شده‌اند. این دو فرهنگ در عین همانندی تقریباً تام، دارای برخی نایکسانی‌ها نیز هستند که ظاهراً به تصرف مؤلفان آنها در نسخه مادر آنها برمی گردد؛ بنابراین باید نتیجه گرفت که اوبهی یک فرهنگ قدیم‌تر را که نسخهٔ آن اکنون در دست نیست، به دست آورده بوده و با افزودن پیشگفتار و پسگفتار و احتمالاً دستکاریِ جزئی، آن را به نام خود کرده و به وزیر خراسان تقدیم داشته‌است.